# Matelea greggii
Matelea greggii är en oleanderväxtart som först beskrevs av Anna Murray Vail, och fick sitt nu gällande namn av R. E. Woodson. Matelea greggii ingår i släktet Matelea och familjen oleanderväxter. Inga underarter finns listade i Catalogue of Life.